# Святополк (князь Чехии)
Святополк (Сватоплук) (чеш. Svatopluk; ум. 21 сентября 1109) — князь Оломоуцкий с ок. 1095, князь Чехии с 1107, старший сын оломоуцкого князя Оты I Красивого и Людмилы (Евфемии) Венгерской.

## Биография
Точный год рождения Святополка неизвестен. Вероятно он родился в 80-х годах XI века. В 1086 или 1087 году умер оломоуцкий князь Ота I, отец Святополка. Его сыновья, Святополк и Ота Чёрный, в это время были ещё малы. Вдова Оты I, Евфемия Венгерская, чтобы защитить права сыновей на отцовские владения, попросила о заступничестве брненского князя Конрада, а не его брата, короля Вратислава II. Король же воспользовался этим, чтобы отдать Оломоуцкое княжество своему сыну Болеславу.
В 1091 году неожиданно умер Болеслав, после чего Вратислав вторгся в Моравию. Но в 1092 году против Вратислава II выступил оскорбленный Здерадом сын Бржетислав (II). При посредничестве жены Конрада Брненского Вратислав заключил мир с братьями.
Точно не известно, когда Святополк стал самостоятельно править Оломоуцем. Судя по всему с 1091/1092 года он с братом считался князем Оломоуцким, но полнота власти была у его матери, Евфемии. Вероятно, самостоятельное правление Святополка началось около 1095 года.
Святополк поддерживал добрые отношения с королём Бржетиславом II. В 1101 году он поддержал Боривоя II (иначе Борживоя II) в борьбе с Ольдржихом Брненским.
В 1100 году император Генрих IV утвердил князем Чехии Борживоя II, сына покойного короля Вратислава II. В 1102 году Борживой вмешался в войну Збигнева и Болеслава, получив деньги за помощь у той и другой стороны. По данным «Чешской хроники» Козьмы Пражского хотя Борживой привлек к войне Святополка, полученным золотом он с кузеном не поделился. Святополк стал после этого поддерживать недовольных Борживоем.
В 1105 году в Священной Римской империи началась война между императором Генрихом IV и его сыном Генрихом (V). В октябре под Регенсбургом Генрих IV которого поддерживал Борживой потерял много сторонников и должен был отступить в Чехию, а оттуда ушел в Германию где и умер.
В 1105 году императорский престол захватил Генрих V, после чего Борживой лишился императорской поддержки. Вскоре Святополк восстал против Борживоя, причём ему удалось перетянуть на свою сторону большую часть чешской знати. В 1105 году поход Святополка против Борживоя окончился неудачей, в результате чего он был вынужден бежать из страны. Однако вскоре Святополку удалось перетянуть на свою сторону младшего брата Борживоя Владислава, который обязался не поддерживать чешского князя. В итоге после нового похода Святополка в 1107 году Борживой был вынужден бежать из Чехии, а Святополк стал новым чешским князем.
Для того, чтобы вернуть престол, Борживой отправился к императору Генриху V. Получив богатое подношение, Генрих вызвал на свой суд Святополка, грозя в случае неповиновения войной. Оставив правителем от своего имени брата, Оту (Оттона) Чёрного, Святополк отправился к императору, который велел его заключить под стражу. Однако Борживою не удалось воспользоваться этим. Когда он с помощью своего родственника, Випрехта Гройчского, собрал армию и выступил в поход на Чехию, ему преградила путь армия Оты Чёрного. Вскоре Святополк, посулив императору большую сумму, чем Борживой, смог получить свободу и вернулся в Чехию, а Борживой был вынужден бежать в Польшу, где его принял князь Болеслав III Кривоустый.
В качестве благодарности за поддержку император Генрих V потребовал от Святополка помощи в войнах против Польши и Венгрии, где Генрих пытался распространить своё влияние, вмешиваясь в междоусобицы. В 1108 году Генрих V отправился в поход в Венгрию, решив поддержать претензии на престол принца Альмоша против Коломана. Там Генрих осадил Пресбург. К нему на помощь с армией подошёл и Святополк. Однако вскоре Святополк узнал о том, что князь Польши Болеслав III, союзник Коломана, вторгся в Чехию, в результате чего Святополк был вынужден покинуть императора. Без помощи чешской армии Генрих не имел достаточно сил для продолжения осады и был вынужден отступить.

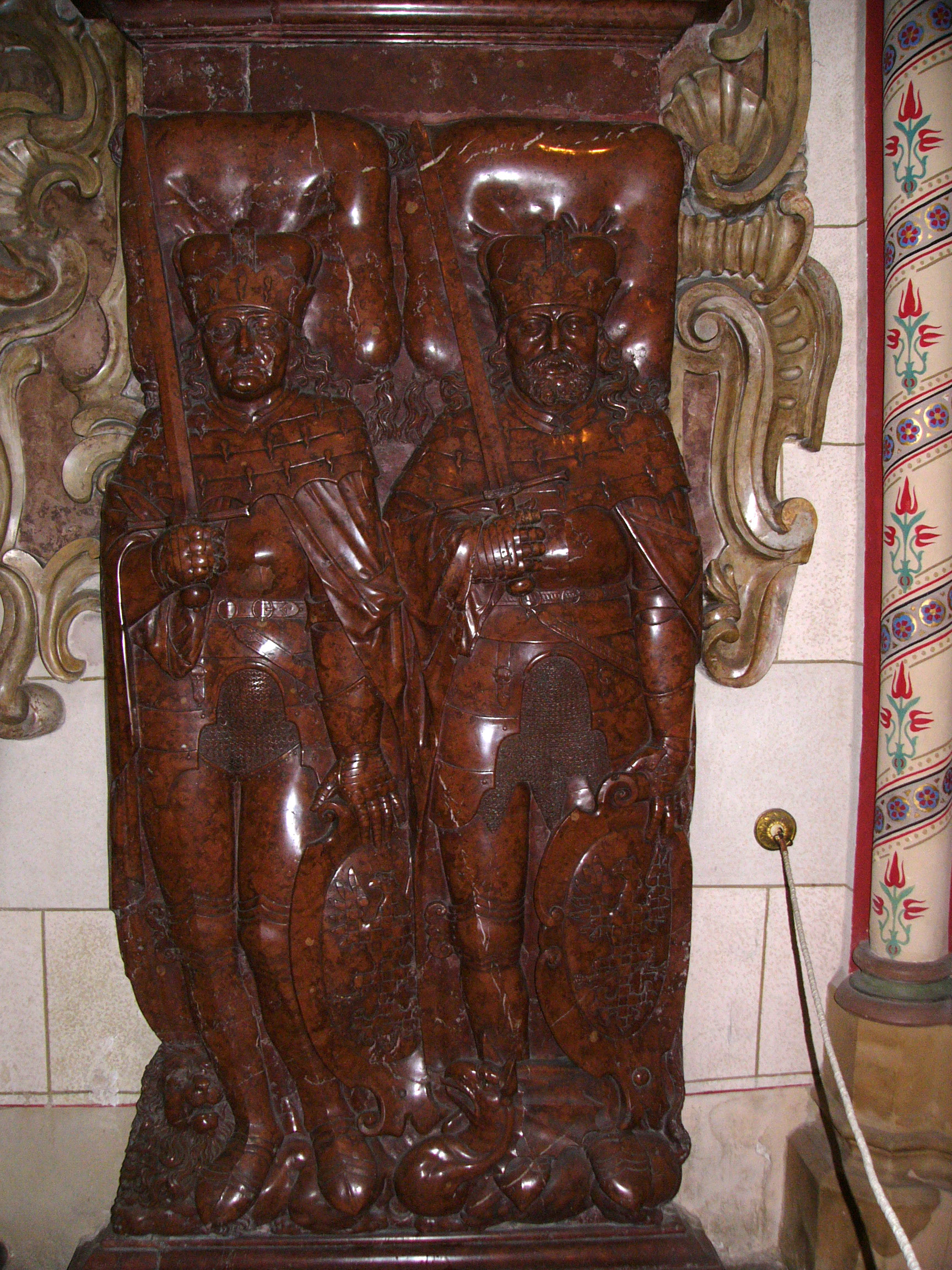
Гробница Святополка и его сына Вацлава I в Оломоуце.

Выступив против вторгшейся армии Болеслава III, Святополк встретил посланца от жупана Вацки, который охранял границы чешского княжества от поляков вместе с Мутиной из рода Вршовцев. Посланец передал сообщение, в котором Вацка обвинял Мутину в измене, из-за которой армия Болеслава смогла вторгнуться в Чехию. Узнав об этом, Святополк решил уничтожить род Вршовцев. По его приказу большинство представителей рода были схвачены и казнены без суда.
В 1109 году Святополк вместе с императором Генрихом V вторгся в Силезию. Там, во время осады Глогува, Святополка убил неизвестный. По мнению Козьмы Пражского убийцей был Ян, сын Честа из рода Вршовцев, который отомстил таким образом за убийство родни.

## Брак и дети
Имя жены Святополка неизвестно. Дети:
- Вацлав I (ум. 1 марта 1130), князь Оломоуцкий с 1126